# Eagle (canção de ABBA)
"Eagle" é uma canção gravada pelo grupo pop sueco ABBA em 1977. Sendo a faixa de abertura do quinto álbum de estúdio deles, ABBA: The Album (1978), e tendo duração de 5 minutos e 51 segundos, a canção se tornou a mais longa que eles já lançaram. Lançada em 1978, a canção serviu como o terceiro e último single oficial do álbum, sendo lançada em um número limitado de territórios. Estes não incluíram os Estados Unidos, onde uma versão prevista foi cancelada, ou o Reino Unido. O single está incluído em vários álbuns de compilações do ABBA (como More ABBA Gold: More ABBA Hits, Greatest Hits Vol. 2, The Definitive Collection).

## Composição
"Eagle" foi escrita e composta por Benny Andersson e Björn Ulvaeus, que forneceram a melodia e a letra, respectivamente, como uma espécie de homenagem a uma banda que os dois admiravam na época, os Eagles. O vocal principal foi compartilhado por Agnetha Fältskog e Anni-Frid Lyngstad. Gravada em 2 de junho de 1977, no estúdio Marcus Music em Estocolmo, a canção teve os títulos provisórios de "High, High" e "The Eagle".
Musicalmente, a canção fala sobre alguém que sonha que é uma águia, e que pode voar para qualquer lugar, e junto com suas companheiras águias vivem diversas aventuras. Ulvaeus disse que com a letra, ele estava "tentando capturar a sensação de liberdade e euforia" que sentiu ao ler a novela de 1970 Jonathan Livingston Seagull, de Richard Bach. Nos últimos anos, os críticos musicais aclamaram "Eagle" como uma das faixas mais extraordinárias do ABBA em termos de letras.[carece de fontes?]
A faixa serviu como inspiração para a o desenvolvimento da introdução de "Don't You Want Me", canção de 1981 do grupo britânico The Human League.

## Desempenho comercial
"Eagle" teve um sucesso moderado nas paradas. O principal motivo foi que a música já estava disponível no ABBA: The Album. Outro motivo foi o lançamento limitado apenas em alguns países selecionados. Por exemplo, foi cancelado como single nos EUA. A canção teve pouca promoção nos outros países em que foi lançada, tendo alcançado o topo das paradas da Bélgica e Costa Rica, embora tenha conseguido entrar no top dez em vários países. Para torná-la mais acessível ao rádio, ela foi bastante editada, indo de 5:51 para 4:25, onde foram cortadas um intervalo instrumental e o terceiro refrão. Em alguns países como Austrália, França, Espanha, África do Sul e Escandinávia, a música recebeu uma nova edição, com o som desaparecendo logo após o segundo refrão, durando apenas 3:33, 2:18 a menos que a sua versão original do álbum.
Seu lançamento como single ocorreu em 18 de maio de 1978 para preencher a lacuna entre o single anterior, "Take a Chance on Me", e o seguinte, uma faixa completamente nova, eventualmente intitulada "Summer Night City". O lado B de "Eagle", "Thank You for the Music", foi posteriormente lançado como single em alguns países depois que o grupo se separou, principalmente no Reino Unido, onde "Eagle" não havia sido lançada como single.

## Videoclipe
O vídeo de "Eagle" foi gravado nos dias 17 e 18 de abril de 1978 nos estúdios SVT em Estocolmo. Dirigido por Lasse Hallström, o mesmo que dirigiu a maioria dos vídeos do grupo, o vídeo com muitos efeitos de luzes e cores mostra Fältskog e Lyngstad vestidas em seus famosos "trajes de animais" (Fältskog da cor verde e Lyngstad vermelho) cantando a música com seus cabelos ao vento como se elas estivessem voando como uma "águia" pelos céus, enquanto imagens de águias planando são mostradas ao fundo. Benny e Björn aparecem apenas por 12 segundos, e devido à duração da música, o vídeo foi editado.
A faixa foi inserida no ABBA: The Movie como uma sequência de fantasia, criada usando uma máquina de efeitos que causou uma "caixa de vibração" que havia sido desenvolvida para o filme Superman de 1978.

## Reedição de 1999
A edição original do single com duração de 4 minutos e 25 segundos foi lançada em CD pela primeira vez em 1993 na coletânea More ABBA Gold: More ABBA Hits. Entretanto, para o relançamento deste álbum em 1999, além dos lançamentos subsequentes, uma nova versão baseada na edição de 1980 foi criada. Infelizmente, esta edição deixou de fora uma seção instrumental essencial no final do segundo refrão, antes do instrumental de encerramento, soando assim desconexa. A edição original — ou pelo menos uma recriação exata dela — foi finalmente lançada novamente na versão deluxe do ABBA: The Album em 2009.

## Créditos e pessoal
ABBA
- Agnetha Fältskog — vocal principal e de apoio
- Anni-Frid Lyngstad — vocal principal e de apoio
- Benny Andersson — vocal de apoio, teclados
- Björn Ulvaeus — vocal de apoio, violão rítmico acústico

Pessoal adicional e equipe de produção
- Janne Schaffer — guitarra solo
- Lasse Wellander — guitarra solo
- Malando Gassama — percussão
- Michael B. Tretow — engenharia de som
- Ola Brunkert — bateria
- Rutger Gunnarsson — baixo

## Desempenho nas tabelas musicais
| Tabela musical (1978)               | Melhor posição |
| ----------------------------------- | -------------- |
| Alemanha (Media Control Charts)     | 6              |
| Austrália (Kent Music Report)       | 82             |
| Áustria (Ö3 Austria Top 40)         | 17             |
| Bélgica (Ultratop 50 de Flandres)   | 2              |
| Bélgica (Ultratop 40 da Valônia)    | 6              |
| Países Baixos (Nationale Hitparade) | 7              |
| Suíça (Swiss Hitparade)             | 7              |

## Outras versões
- O artista sueco de ragga/dancehall Papa Dee gravou um cover da música para a compilação de 1992 ABBA: The Tribute.
- A banda inglesa de punk rock Leatherface lançou um cover da música como single em 1992.
- A música foi regravada pelo grupo pop tributo ao ABBA Arrival em seu álbum de 1999 First Flight.
- O músico americano de heavy metal cristão Rob Rock gravou uma versão da música para seu álbum de 2000 Rage of Creation.
- A música foi regravada pela banda alemã de heavy metal Sargant Fury em seu álbum de 1993 Little Fish e também incluída no álbum tributo de 2001 ABBAMetal, que também foi lançado como A Tribute to ABBA.
- A banda finlandesa de rock YUP incluiu um cover da música como uma faixa oculta em sua compilação de maiores sucessos de 2001 Hajota ja hallitse 1993–2001.
- A banda americana de indie-gospel Danielson gravou uma versão cover em seu single de 7 polegadas de 2009, "Moment Soakers".[20]
- O coletivo de montagem de artistas de música eletrônica australianos (ex Static Icon) fez um cover da música com os vocais do artista inglês Maxx Silver para seu projeto “Androgyny II” (2022).

## Na cultura popular
- A gravação original do ABBA aparece no filme ABBA: The Movie, lançado em 1977.